# Xian de Gonggar
Pour les articles homonymes, voir Gonggar.
Le xian de Gonggar (ou Gongkar) (tibétain : སྣེ་གདོང་རྫོང་ Wylie : gong dkar rdzong; chinois : 贡嘎县 ; pinyin : Gònggā Xiàn) est un district administratif de la région autonome du Tibet en Chine. Il est placé sous la juridiction de la préfecture de Shannan.

## Démographie
La population du district était de 46 154 habitants en 1999.

## Mine d'extraction
Selon le gouvernement tibétain en exil, un projet de dérivation de la rivière Gyama vers une mine d’extraction a entraîné une manifestation en juin 2009, et août, les habitants ont adressé une pétition aux autorités pour mettre fin à l’extraction minière dont la pollution a entraîné la mort de plus de 1000 animaux domestiques.

Xian de Gonggar
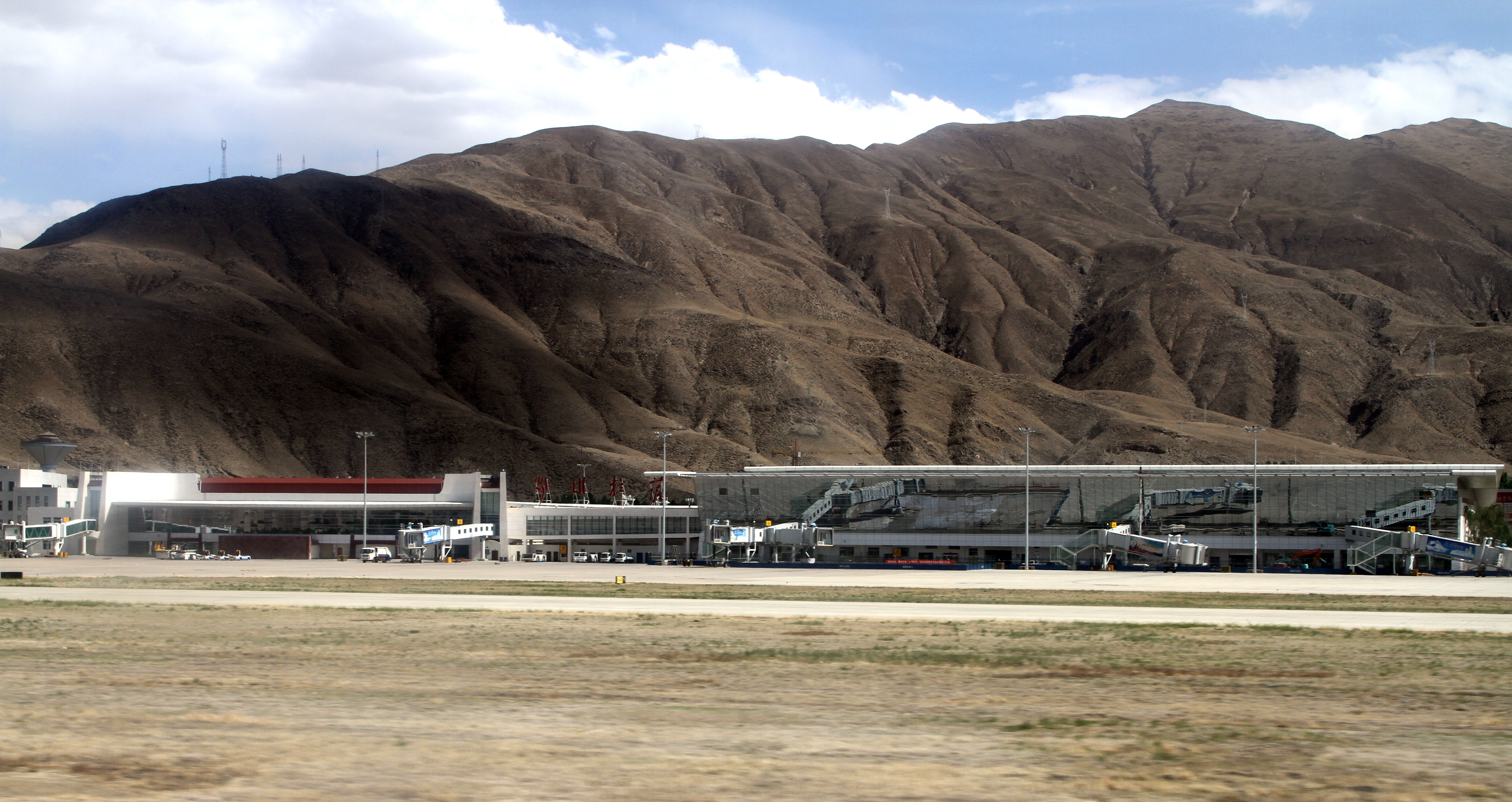
Airport
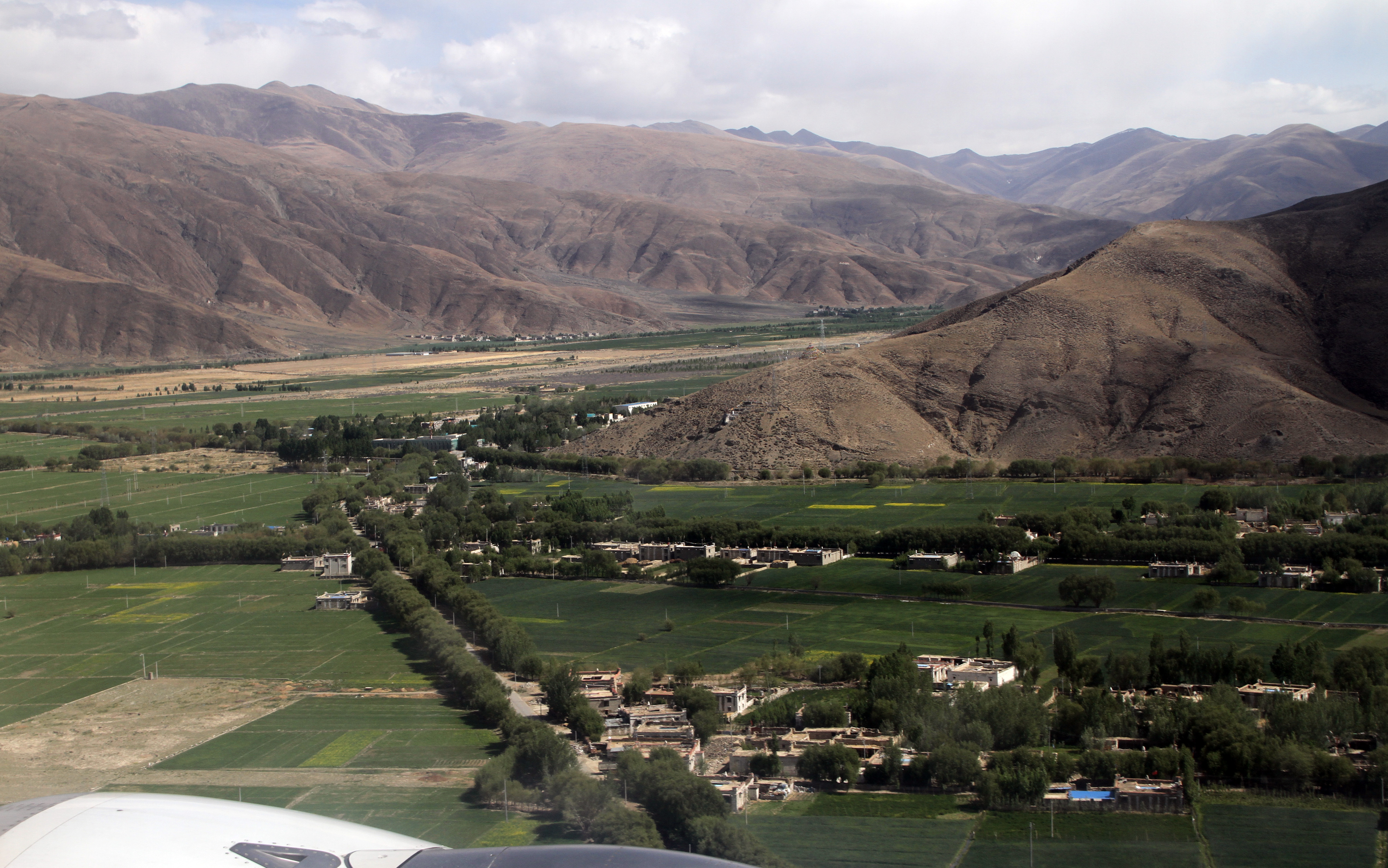
Gonggar
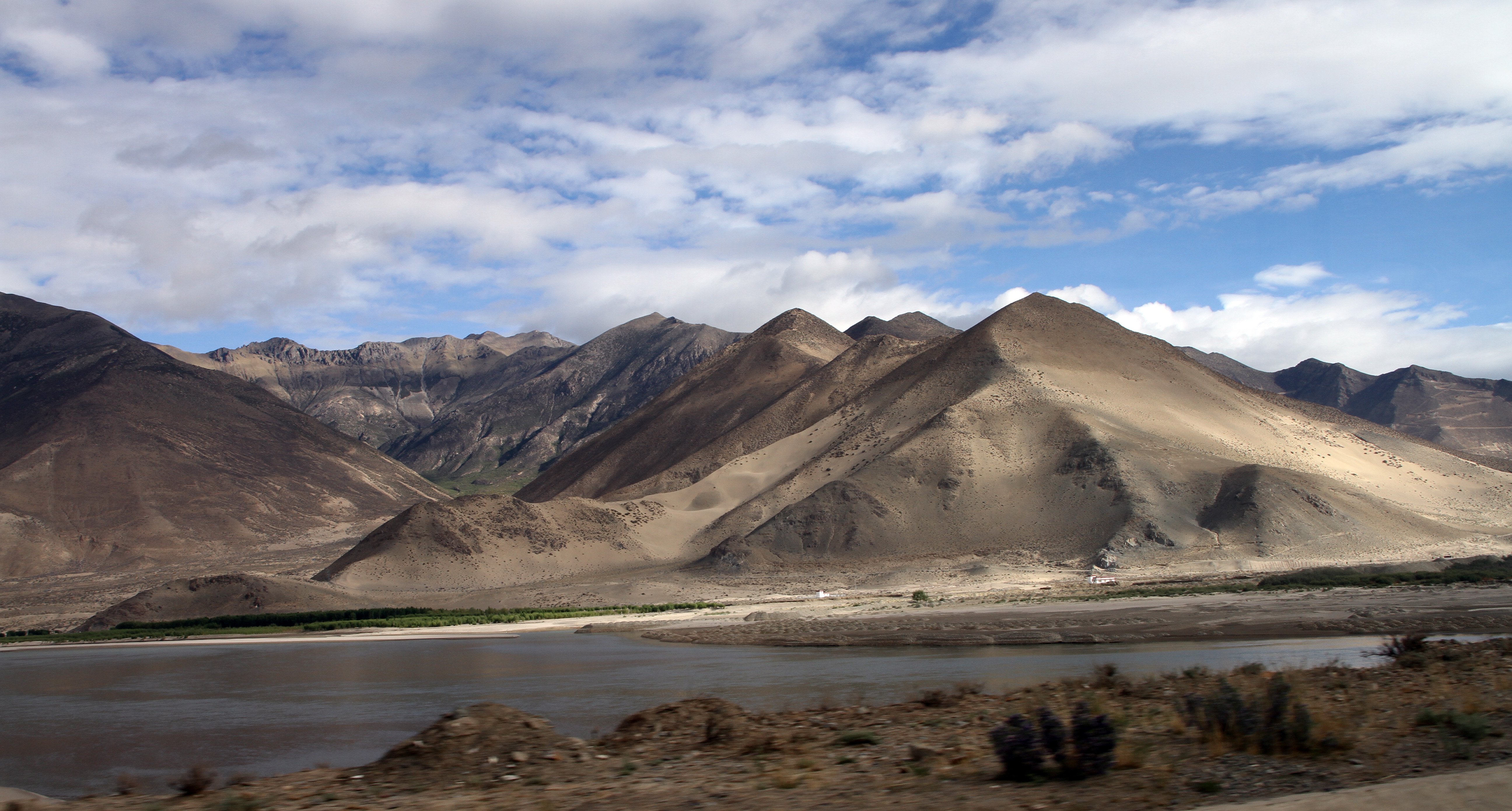
Yarlung Tsangpo
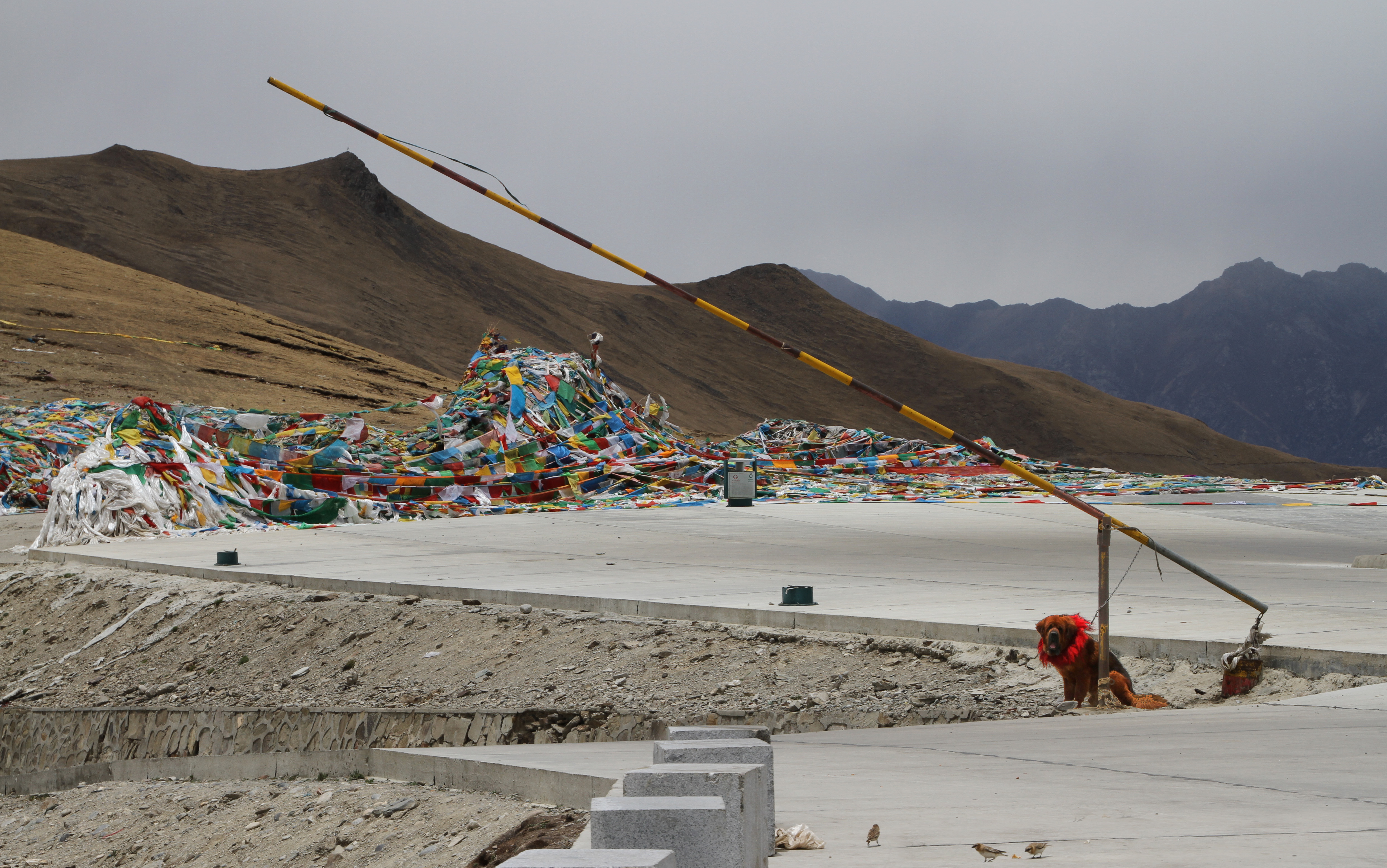
Kampa La 4793m
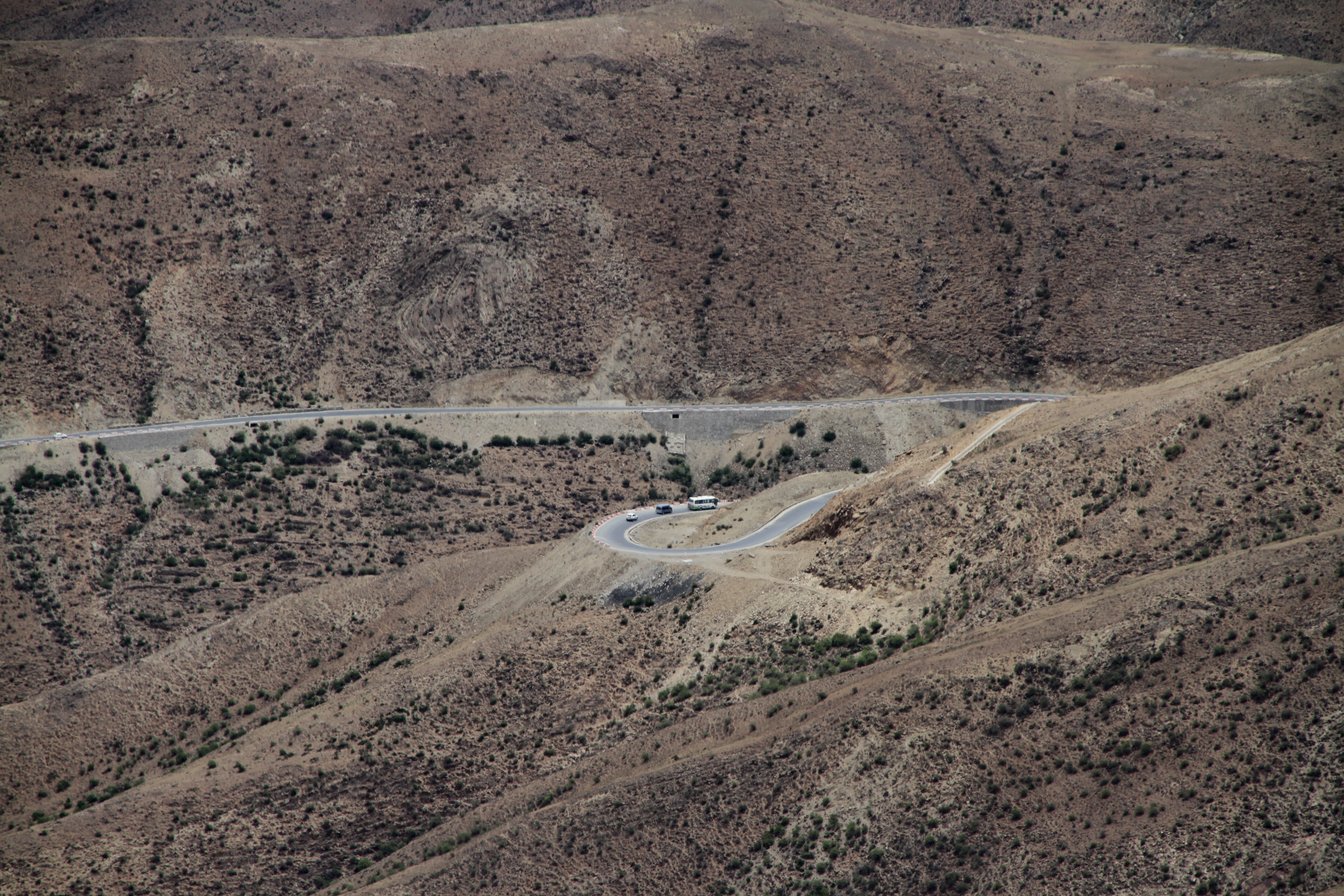
Kampa La